# Computer and Blues
Albums de The Streets
Cyberspace and Reds
(2011)
Computer and Blues est le cinquième et ultime album du rappeur londonien Mike Skinner, mieux connu sous son nom de scène, The Streets. Il s'agit de son septième disque.
Le disque sort le 7 février 2011, mais est disponible sur Spotify Premium le 2 février 2011. Un extrait de l'album a été rendu disponible par Guardian News le 2 février 2011. La version définitive est composée de 14 morceaux, incluant un duo avec la chanteuse Clare Maguire. Rob Harvey du groupe The Music a travaillé de près sur l'album avec Skinner et chante sur plusieurs des chansons.
Aucun autre album sous le pseudonyme de The Streets ne devrait voir le jour selon les mots du rappeur Mike Skinner. En effet dès le début de son projet, Skinner avait prévu une suite de cinq albums dont Computer and Blues sera le dernier.
Il a cependant sorti au cours de sa carrière deux enregistrements supplémentaires : un EP (All Got Our Runnins) en 2003 et Cyberspace and Reds une compilation de morceaux inédits, en janvier 2011, deux semaines avant la sortie dans les bacs de Computer and Blues.
À ce jour, un seul single est sorti de cet album et il s'agit du morceau Going Through Hell.

## Le disque

### Liste des pistes
| No  | Titre                                                                   | Durée |
| --- | ----------------------------------------------------------------------- | ----- |
| 1.  | Outside Inside                                                          | 3:02  |
| 2.  | Going Through Hell (feat. Robert Harvey of The Music)                   | 3:08  |
| 3.  | Roof of Your Car                                                        | 3:12  |
| 4.  | Puzzled By People                                                       | 3:08  |
| 5.  | Without Thinking (feat. Sharlene Hector)                                | 3:18  |
| 6.  | Blip on a Screen                                                        | 3:34  |
| 7.  | Those That Don't Know                                                   | 2:54  |
| 8.  | Soldiers (feat. Robert Harvey of The Music)                             | 3:37  |
| 9.  | We Can Never Be Friends (feat. Robert Harvey of The Music)              | 3:37  |
| 10. | ABC                                                                     | 1:12  |
| 11. | OMG (feat. Laura Vane of Laura Vane and The Vipertones)                 | 3:27  |
| 12. | Trying to Kill M.E. (feat. Laura Vane of Laura Vane and The Vipertones) | 3:58  |
| 13. | Trust Me                                                                | 2:16  |
| 14. | Lock the Locks (feat. Clare Maguire)                                    | 3:08  |

### L’artwork
La pochette de l'album représente une des façades des logements étudiants de l'Université de East Anglia de l'architecte Louis Lasdun, de nuit dans les tons bleus et noirs. Un des appartements dans lequel se trouve Mike Skinner lui-même est éclairé de lumière rouge.